# Endodyogenie
Die Endodyogenie ist eine Form der Tochterzellbildung bei Coccidien. Dabei wird zunächst die DNA im Kern der Mutterzelle repliziert. Um diesen Kern bilden sich zwei Tochterzellen, die sich den Kern aufteilen und dann voneinander abschnüren. Auf diese Weise entstehen aus einer Mutterzelle zwei Tochterzellen. Diese relativ einfache Form der ungeschlechtlichen Vermehrung kommt beim Stamm der Apicomplexa vor, z. B. bei Toxoplasma gondii.
Der Vorgang der Endopolygenie verläuft nach dem Muster der Endodyogenie, führt jedoch nicht zur Ausbildung von nur zwei, sondern von vermutlich 32 Tochterindividuen. Dieser Vorgang ist als Abwandlung der Endodyogenie zu verstehen.